# Matt Fleckenstein
Matt Fleckenstein is een Amerikaans scenarioschrijver en acteur. Hij heeft geschreven voor Drake & Josh, Zoey 101,  Family Guy en Nicky, Ricky, Dicky & Dawn. Hij heeft geacteerd in onder meer iCarly en Drake & Josh.

## Filmografie

### Schrijver
- Nicky, Ricky, Dicky & Dawn (2014-heden)
- Zoey 101 (2005-2008)
- Drake & Josh (2002-2008)
- Family Guy (2005)

### Acteur
- iCarly (2007-2008)
- Drake & Josh (2006)
- Nicky, Ricky, Dicky & Dawn (2014)